# 邁斯亞夫
邁斯亞夫（阿拉伯语：‎，羅馬化：Miṣyāf）是敘利亞的城鎮，由哈馬省負責管轄，位於該國西部。是迈斯亚夫区的行政中心，距離叙利亚首府哈馬40公里，海拔高度447米。据叙利亚中央统计局的统计结果，2009年马西亚夫拥有人口37,109，绝大多数是什叶派穆斯林。尽管1940年代伊斯玛仪派曾占主导地位，现如今也有很多阿拉维派居民.
迈斯亚夫以其中世纪的要塞著称，迈斯亚夫堡曾经是著名的刺客组织阿萨辛派的总部。

## 名称
自从该城市被穆斯林统治以来，当地居民对这座城市有多个不同的阿拉伯语称呼，诸如Maṣyaf（迈斯亚夫），Maṣyat（迈斯亚特），Maṣyad（迈斯亚德）。这些称呼来源于该城市的亚述名字Manṣuate（曼苏亚特）。东方学家爱德华·利平斯基认为亚述名字Manṣuate中的“nṣw”相当于阿拉伯语的“nṣṣ”，是“建立”的意思。爱德华也认为亚述名字来源于亚述词语Manṣuwatu，是“建立起的平台”的意思，指代迈斯亚夫堡。

## 历史

### 早期历史
迈斯亚夫很有可能曾经是古代阿拉米人于公元前8世纪建立的城市Mansuate（曼苏亚特），后来亚述人把该城市作为曼苏亚特省（现叙利亚中部）的行政中心继续使用。迈斯亚夫也有可能曾经是罗马人和拜占庭人的历史学家提到过的城市Marsyas（马西亚斯）。
最初记载迈斯亚夫以及它的要塞的是1099年的十字军编年史，然而迈斯亚夫11世纪前就已存在。很有可能是哈姆丹王朝最开始在该地建造了一个用来看守山路据点。随后迈斯亚夫被法蒂玛王朝统治。公元999年的秋天，拜占庭皇帝巴西尔二世在征服安提阿的途中曾经摧毁过迈斯亚夫堡。
随后塞尔柱帝国统治了该地区。1099年，十字军在占领的黎波里后继续进攻迈斯亚夫，统治大马士革的Tughtakin率兵反抗，并与十字军达成了一个短暂的协议：迈斯亚夫和Alhsn继续归穆斯林所有，然而穆斯林必须对十字军上贡。随后米爾達西王朝统治了该地区。1127年，米爾達西人将它卖给了Banu Munqidh家族。

### 阿萨辛派统治时期

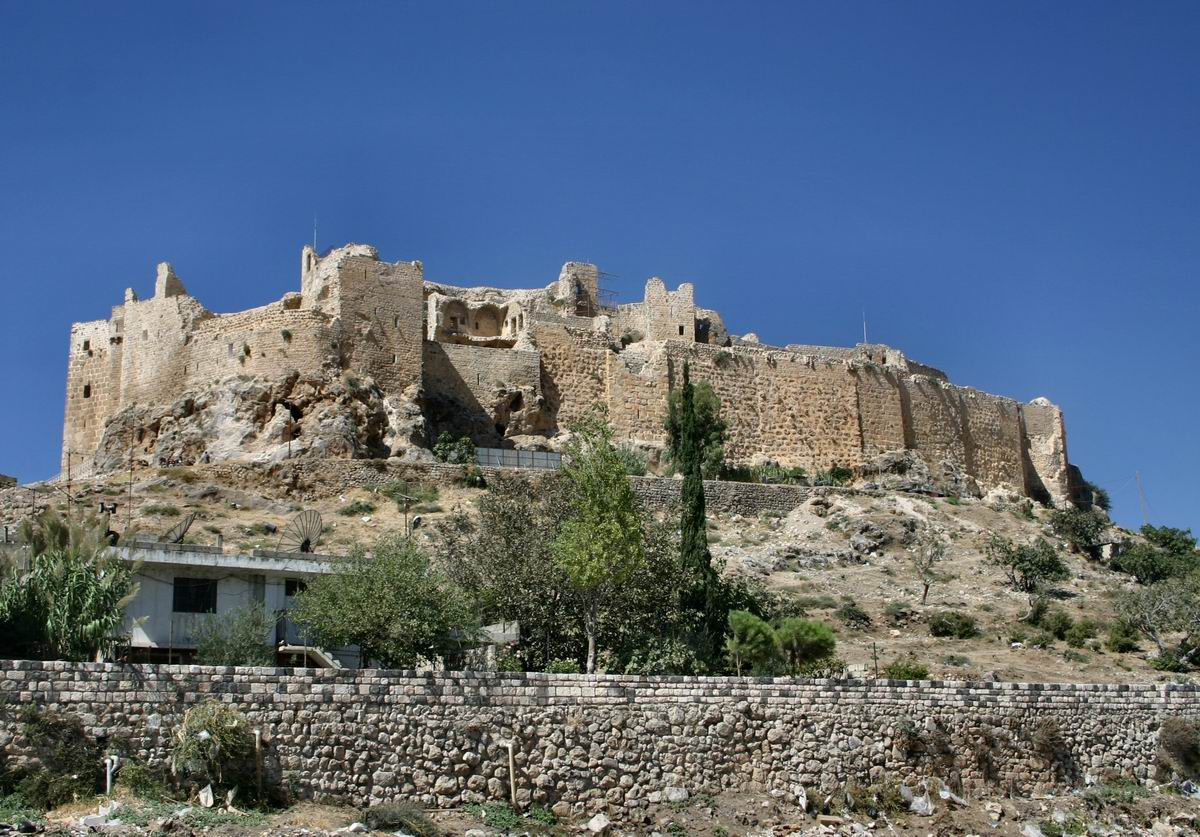
迈斯亚夫堡

1140年，伊斯玛仪派的一个分支，著名的刺客组织阿萨辛派统治了迈斯亚夫。一部分阿萨辛派离开他们的总部阿剌模忒堡（现伊朗境内），并选中了叙利亚作为新的定居地，并成功来到阿勒颇和大马士革。但由于阿萨辛派对于十字军和穆斯林的立场左右不定，导致当地政府以及被神职人员煽动的当地居民将他们视为异端并加以迫害以及屠杀。1139年，阿萨辛派在大马士革遭到肃清，并最终离开城市选择了在沿海的山区以及其中星罗棋布的要塞中定居了下来，其中包括迈斯亚夫。依靠着迈斯亚夫堡以及其他要塞，他们与当地的穆斯林阿拔斯王朝结盟并抵抗十字军的入侵。1162年阿萨辛派派拉希德丁·锡南来到迈斯亚夫指导阿萨辛派叙利亚支部的工作。
1152年，阿萨辛派刺杀的黎波里伯国的君主雷蒙二世，赞吉王朝认为阿萨辛派的威胁比十字军更大，于是转而进攻迈斯亚夫和阿萨辛派的其他要塞，但被击退。为了对抗赞吉王朝，拉希德丁于1173年派人前往耶路撒冷王国，同其国王阿马尔里克一世结为同盟。不久之后，法蒂玛王朝被萨拉丁推翻，阿尤布王朝成立。1170年代中期，阿尤布王朝的苏丹萨拉丁率军进攻叙利亚，试图让逊尼派统治穆斯林世界。拉希德丁把阿尤布王朝视为比十字军更大的威胁，转而同赞吉王朝结盟抵抗萨拉丁。
从1176年开始，拉希德丁两次派人暗杀萨拉丁，但都失败了。出于报复，萨拉丁率兵围攻迈斯亚夫。几天后，由于接到十字军再次东征并进攻阿尤布王朝的紧急信息，萨拉丁选择了撤退。随后在萨拉丁的叔叔的斡旋下，拉德希丁与萨拉丁结盟共同抵抗十字军。
1249年，阿萨辛派为迈斯亚夫城镇的外围修建了一道围墙。1256年，因阿萨辛派曾经试图刺杀蒙古帝国大汗蒙哥，旭烈兀在蒙古西征途中派兵进攻迈斯亚夫，阿萨辛派最终于1256年11月19日投降。

### 马木留克王朝统治时期
1260年，由于阿音扎鲁特战役的失败，蒙古人撤离迈斯亚夫，马木留克王朝占领了此地。1262年，马木留克的苏丹拜巴尔一世让萨利马丁·穆巴拉克代替那马丁·伊斯玛尔统治此地，然而随后穆巴拉克被拜巴尔囚禁在开罗，那马丁恢复了对迈斯亚夫的统治。1270年，迈斯亚夫直接划归马木留克王朝管辖。而伊斯玛仪派则继续在马木留克王朝的统治下居住在此地。迈斯亚夫成为了马木留克王朝官道的重要驿站和战略要冲，迈斯亚夫的将军直接听命于苏丹。
1320年，阿尤布王朝哈马的统治者以及历史学家阿布·菲达指出迈斯亚夫是“伊斯玛仪派教义的中心”，花园和喷泉都让它看起来非常“美丽”。旅行家伊本·白图泰在1355年路过此地时，迈斯亚夫隶属于的黎波里省的一个区，区内还有Al-Kahf、Al-Qadmus、Al-Ulayqa等要塞城镇。随后迈斯亚夫被划入大马士革省。15世纪中叶，苏丹巴尔斯拜建立了一条连接迈斯亚夫和的黎波里的道路，然而官道不再经过此地。1446年，历史学家Khalil al-Zahiri形容迈斯亚夫是“一个农民的城镇，有很大的郊区”。

### 奥斯曼帝国统治时期

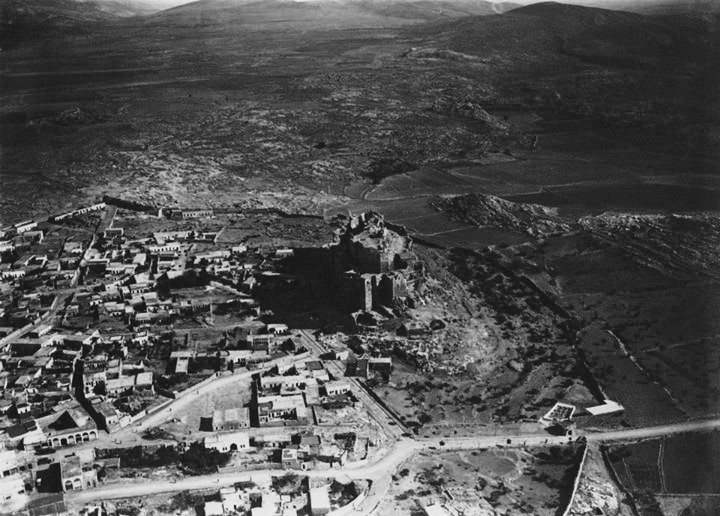
迈斯亚夫的城镇以及要塞，摄于1935年

1516到1517年，奥斯曼帝国在战胜马木留克王朝后占领了叙利亚，迈斯亚夫被划归霍姆斯省管辖。迈斯亚夫和其他要塞城镇被要求交纳额外的税款。城镇的管理者被称之为“可汗”，并需要向奥斯曼帝国缴纳一定的费用，随后在16世纪中叶，该费用被取消。据苏菲派旅行家Abd al-Ghani al-Nabulsi描述，1690年代前期，迈斯亚夫的统治者是阿拉伯酋长苏莱曼的后裔。
1703年，阿拉维派控制了迈斯亚夫，8年后，在奥斯曼帝国当局的干预下，伊斯玛仪派重新获得统治。1788年，迈斯亚夫的统治者穆斯塔法·伊本·伊德里斯修建了一个洗礼池，供自己以及其他伊斯玛仪派穆斯林使用。1808年，阿拉维派进攻迈斯亚夫，杀掉了伊斯玛仪派领导人穆斯塔法·米尔希姆和他的儿子，并占领了要塞，同时有大约300个伊斯玛仪派居民丧生。迈斯亚夫的宗教领袖和其他人则逃往了霍姆斯和其他叙利亚中部地区。奥斯曼帝国的大马士革省长昆吉·尤瑟夫·帕夏介入此事，派出了4000到5000名士兵并试图重新夺取了城镇。在历经3个月的展透后，阿拉维派投降，伊斯玛仪派重新控制了城市并且在1810年重新修建了要塞。
在伊斯玛仪派重新进入迈斯亚夫的2年后，瑞士旅行家约翰·路德维希·伯克哈特记录城镇有大约280户居民，其中绝大多数是伊斯玛仪派穆斯林，30户是基督徒。伯克哈特注意到城镇的教堂，清真寺和很多房屋都在之前的战争中遭到严重的破坏。直到19世纪结束，迈斯亚夫的人口持续的减少。

### 现代
1917年，盟军从奥斯曼帝国中夺取叙利亚。英国将军托马斯·爱德华·劳伦斯曾经在迈斯亚夫休息，并记录到当时迈斯亚夫被当作贫民窟使用。在法国治理叙利亚时期，迈斯亚夫被从阿拉维区域分开，划入大马士革区域管辖。然而在1929年，一些阿拉维派居住地又被划归阿拉维区域，随后在1936年融入叙利亚其他部分。1939年，迈斯亚夫由哈马省改为划归拉塔基亚省管辖。在1930年代，当地居民依旧居住在要塞的房间中。
1947年，叙利亚从法国独立的第二年，迈斯亚夫记录了有3808名伊斯玛仪派穆斯林居住。1965年，叙利亚宣布迈斯亚夫为毛毯纺织中心，绝大多数雇佣者都为女性。1970年，迈斯亚夫的城镇的大部分仍在城墙之内，然而到了1998年，城镇区域已经扩展到城墙之外了。

## 流行文化
馬斯亞夫是Ubisoft開發遊戲《刺客信條》中在中世紀盛期時刺客組織的總部基地。